# Бережная, Елена Викторовна
Еле́на Ви́кторовна Бережна́я (род. 11 октября 1977, Невинномысск, Ставропольский край) — российская, ранее латвийская фигуристка, выступавшая в дисциплине парного катания. Заслуженный мастер спорта России (2000), Олимпийская чемпионка (2002). 11 мая 2016 года получила мандат депутата Государственной думы VII созыва от ставропольской региональной группы Единой России.

## Карьера
С 1993 года Елена Бережная выступала в паре с Олегом Шляховым за Латвию.
6 января 1996 года, в канун чемпионата Европы, на тренировке во время исполнения вращения партнёр коньком попал ей по голове — была пробита височная кость, осколки повредили оболочку мозга. Бережная успешно перенесла две нейрохирургические операции, после которых заново училась не только ходить, но говорить и читать. Также заново училась и катанию, уже с новым партнёром — Антоном Сихарулидзе, который поддерживал её весь послеоперационный период.
В 1998 году Елена Бережная и Антон Сихарулидзе завоевали серебряные медали на Олимпиаде в Нагано, уступив лишь своим землякам — Оксане Казаковой и Артуру Дмитриеву.
В 2000 году Бережная была дисквалифицирована за нарушение антидопинговых правил: в анализах спортсменки был обнаружен эфедрин. Как следствие были аннулированы результаты Бережной на чемпионате Европы — 2000 (золотая медаль).
В 2002 году Елена Бережная и Сихарулидзе стали олимпийскими чемпионами в Солт-Лейк-Сити. Занявшая второе место канадская пара Жами Сале — Давид Пеллетье выразила протест против судейства, и в итоге канадцам вручили ещё один комплект золотых медалей.

## После спорта
С 1996 года выступала в паре с Антоном Сихарулидзе за Санкт-Петербург. Тренировалась у Тамары Москвиной.
Выступала за «Динамо» Санкт-Петербург.
Победительница Открытого чемпионата Канады по фигурному катанию среди профессионалов и любителей в 1999 году в паре с Антоном Сихарулидзе.
С 2002 по 2006 год вместе с Антоном Сихарулидзе гастролировали по США с шоу «Stars on Ice». По окончании контракта оба вернулись в Санкт-Петербург.
В 2006 году принимала участие в шоу Первого канала российского телевидения «Звёзды на льду», где выступала с актёром Александром Носиком. В 2008 году участвовала в аналогичном шоу канала РТР «Звёздный лёд», где пару ей составил певец Дима Билан.
В связи с тем, что Антон Сихарулидзе окончательно решил закончить выступления, Елена, оставшись без пары, предпринимала попытки начать выступления в профессиональных ледовых шоу в качестве одиночницы.
В 2009 году участвовала в третьем сезоне шоу Первого канала «Ледниковый период» в паре с Михаилом Галустяном. В 2010 году — в шоу Первого канала «Лёд и пламень» в паре с Игорем Угольниковым. В 2011 году принимает участие в канадском телешоу «Battle of the Blades» в паре с хоккеистом Кёртисом Лешишином.
В 2007—2011 годах депутат Думы Ставропольского края по списку партии Справедливая Россия на постоянной основе, председатель Комитета Думы по физической культуре, спорту и делам молодёжи.
В 2012—2016 годах художественный руководитель Санкт-Петербургского государственного Ледового театра.
11 мая 2016 года получила мандат депутата Государственной Думы ФС РФ от Ставропольской региональной группы, где была последним девятым номером на выборах 2011 года от Единой России. Это произошло после лишения Юрия Эма депутатского мандата.

## Личная жизнь
7 октября 2007 года Елена Бережная родила от английского фигуриста Стивена Казинса сына, которого назвали Тристаном. 21 июня 2009 года у пары родилась дочь — София-Диана.
В 2012 году Бережная и Казинс окончательно расстались.

## Государственные награды
- Кавалер ордена Почёта (2003) — за большой вклад в развитие физической культуры и спорта, высокие спортивные достижения на Играх XIX Олимпиады 2002 года в Солт-Лейк-Сити[15].
- Кавалер ордена Дружбы (1998) — за выдающиеся достижения в спорте, мужество и героизм, проявленные на XVIII зимних Олимпийских играх 1998 года[16].

## Спортивные достижения

### Результаты за Россию
(с А. Сихарулидзе)
| Соревнования               | 1996—1997 | 1997—1998 | 1998—1999 | 1999—2000 | 2000—2001 | 2001—2002 |
| -------------------------- | --------- | --------- | --------- | --------- | --------- | --------- |
| Зимние Олимпийские игры    |           | 2         |           |           |           | 1         |
| Чемпионаты мира            | 9         | 1         | 1         |           | 2         |           |
| Чемпионаты Европы          | 3         | 1         | WD        | DQ        | 1         |           |
| Чемпионаты России          | 2         | 2         | 1         | 1         | 1         | 1         |
| Финалы Гран-при            |           | 1         | 2         | 3         | 2         | 2         |
| Skate America              |           |           | 1         | 3         |           |           |
| Skate Canada International |           |           | 1         | 3         | 2         |           |
| Nations Cup                |           | 2         |           |           |           |           |
| Trophee Lalique            | 3         | 1         |           |           | 1         | 1         |
| Cup of Russia              | 5         |           | 1         |           | 1         | 1         |
| NHK Trophy                 |           |           | 1         |           |           |           |

WD = снялись с соревнований; DQ = дисквалифицированы за допинг

### Результаты за Латвию
(с О. Шляховым)
| Соревнования/Сезон         | 1992—1993 | 1993—1994 | 1994—1995 | 1995—1996 |
| -------------------------- | --------- | --------- | --------- | --------- |
| Зимние Олимпийские игры    |           | 8         |           |           |
| Чемпионаты мира            | 14        | 7         | 7         |           |
| Чемпионаты Европы          | 8         | 8         | 5         |           |
| Skate America              |           |           | 4         | 3         |
| Skate Canada International |           | 4         | 2         |           |
| Nations Cup                |           |           |           | 3         |
| Trophee Lalique            |           |           | 2         | 1         |
| NHK Trophy                 |           |           | 4         |           |
| Nebelhorn Trophy           |           | 2         |           |           |
| Piruetten                  |           | 4         |           |           |
| Skate Israel               |           |           |           | 2         |
| Игры Доброй воли           |           | 4         |           |           |

## Фильмография

### Фильмы с Еленой Бережной
| Год  | Жанр                   | Название         | Роль             |
| ---- | ---------------------- | ---------------- | ---------------- |
| 2020 | Кино-спектакль на льду | Снежная Королева | Снежная Королева |
| 2021 | Кино-спектакль на льду | Снегурочка       | Снегурочка       |

### Фильмы о Елене Бережной
- Д/ф «Розы для Елены Бережной», режиссёр Олег Ши, 2002 г., ООО «Адамово яблоко»[22].
- О Елене Бережной и Антоне Сихарулидзе в программе «Истории в деталях» на телеканале СТС-Петербург (7.11.2008)[23][24].
- Х/ф «Чемпионы», режиссёр Дмитрий Дюжев, 2014 г., Enjoy Movies. В роли Елены Бережной — Татьяна Арнтгольц.
- Телепередача на канале Россия-1 «Судьба человека с Борисом Корчевниковым» от 8.07.2020 г. «Судьба Елены Бережной. Женские слёзы олимпийской чемпионки»[25][26].
- Серия «Gold War» в документальном сериале компании Netflix «Bad Sport» (2021) рассказывает о скандале вокруг золота в парном фигурном катании на Зимних Олимпийских играх 2002 года.